# Damernas linjelopp i landsvägscykling vid olympiska sommarspelen 1988
Damernas linjelopp i landsvägscykling vid olympiska sommarspelen 1988 ägde rum den 26 september 1988 i Seoul, Sydkorea.

## Medaljörer
| Event              | Guld                       | Silver                     | Brons                         |
| Damernas linjelopp | Monique Knol Nederländerna | Jutta Niehaus Västtyskland | Laima Zilporytė Sovjetunionen |

## Resultat
| Placering | Cyklist                      | Tid     |
| --------- | ---------------------------- | ------- |
|           | Monique Knol (NED)           | 2:00:52 |
|           | Jutta Niehaus (FRG)          | –       |
|           | Laima Zilporytė (URS)        | –       |
| 4         | Genevieve Brunet (CAN)       | –       |
| 5         | Valentina Yevpak (URS)       | –       |
| 6         | Maria Blower (GBR)           | –       |
| 7         | Marie Holjer (SWE)           | –       |
| 8         | Inga Benedict-Thompson (USA) | –       |
| 9         | Sally Hodge (GBR)            | –       |
| 10        | Catherine Marsal (FRA)       | –       |
| 11        | Lisa Brambani (GBR)          | –       |
| 12        | Ines Varenkamp (FRG)         | –       |
| 13        | Viola Paultiz (FRA)          | –       |
| 14        | Bunki Bankaitis-Davis (USA)  | –       |
| 15        | Imelda Chiappa (ITA)         | –       |
| 16        | Sally Zack (USA)             | –       |
| 17        | Yvonne Elkuch (LIE)          | –       |
| 18        | Edith Schönenberger (SUI)    | –       |
| 19        | Heleen Hage (NED)            | –       |
| 20        | Unni Larsen (NOR)            | –       |
| 21        | Jeannie Longo (FRA)          | –       |
| 22        | Elizabeth Hepple (AUS)       | –       |
| 23        | Kristell Werckx (BEL)        | –       |
| 24        | Suyan Lu (CHN)               | –       |
| 25        | Angela Ranft (GDR)           | –       |
| 26        | Paula Westher (SWE)          | –       |
| 27        | Donna Gould (AUS)            | –       |
| 28        | Cécile Odin (FRA)            | –       |
| 29        | Kathleen Shannon (AUS)       | –       |
| 30        | Terumi Ogura (JPN)           | –       |
| 31        | Kim Kyung-Sook (KOR)         | –       |
| 32        | Maria Canins (ITA)           | –       |
| 33        | Yinhua Yan (CHN)             | –       |
| 34        | Alla Yakovleva (URS)         | –       |
| 35        | Astrid Danielsen (NOR)       | –       |
| 36        | Agnes Dusart (BEL)           | –       |
| 37        | Noh Yum-Joo (KOR)            | –       |
| 38        | Kelly-Ann Way (CAN)          | –       |
| 39        | Sara Neil (CAN)              | –       |
| 40        | Barbara Ganz (SUI)           | –       |
| 41        | Brigitte Gyr (SUI)           | –       |
| 42        | Karina Skibby (DEN)          | –       |
| 43        | Tea Vikstedt-Nyman (FIN)     | –       |
| 44        | Marianne Berglund (SWE)      | –       |
| 45        | Roberta Bonanomi (ITA)       | –       |
| 46        | Cora Westland (NED)          | 2:01:50 |
| 47        | Weixiu Chen (CHN)            | –       |
| 48        | Stephanie McKnight (ISV)     | –       |
| 49        | Hong Young-Mi (KOR)          | 2:03:24 |
| 50        | Natsue Seki (JPN)            | 2:14:32 |
| –         | Petra Rossner (GDR)          | DNF     |
| –         | Madonna Harris (NZL)         | DNF     |
| –         | Hsiu-Chen Yang (TPE)         | DNF     |